# Championnat des Antilles néerlandaises de football 1969
Navigation
Saison précédente Saison suivante
La saison 1969 du Championnat des Antilles néerlandaises de football est la neuvième édition de la Kopa Antiano, le championnat des Antilles néerlandaises. Les deux meilleures équipes de Curaçao et d'Aruba se rencontrent lors d'un tournoi inter-îles. 
Les quatre clubs qualifiés sont regroupés au sein d'une poule unique où chaque équipe rencontre deux fois ses adversaires. L'équipe en tête de la poule est sacrée championne des Antilles néerlandaises.
C'est le Sport Unie Brion-Trappers, vice-champion de Curaçao, qui est sacré cette saison après avoir terminé en tête de la poule, devant le SV Estrella, champion d'Aruba. Il s’agit du tout premier titre de champion des Antilles néerlandaises de l’histoire du club.
Le vainqueur de la Kopa Antiano se qualifie pour la Coupe des champions de la CONCACAF 1970.

## Compétition
Le barème utilisé pour établir le classement est le suivant :
- Victoire : 2 points
- Match nul : 1 point
- Défaite : 0 point

### Championnat d'Aruba
| Rang | Équipe                | Pts | J  | G  | N | P  | Bp | Bc | Diff |
| ---- | --------------------- | --- | -- | -- | - | -- | -- | -- | ---- |
| 1    | SV Estrella           | 23  | 14 | 10 | 3 | 1  | 55 | 22 | +33  |
| 2    | SV Racing Club ArubaT | 22  | 14 | 11 | 0 | 3  | 44 | 18 | +26  |
| 3    | SV Jong Aruba         | 18  | 14 | 8  | 2 | 4  | 40 | 47 | -7   |
| 4    | SV Dakota             | 17  | 14 | 7  | 3 | 4  | 32 | 22 | +10  |
| 5    | SV Bubali             | 11  | 14 | 2  | 7 | 5  | 28 | 37 | -9   |
| 6    | SV Sport Boys         | 10  | 14 | 4  | 2 | 8  | 28 | 44 | -16  |
| 7    | SV Aruba JuniorsP     | 7   | 14 | 3  | 1 | 10 | 20 | 32 | -12  |
| 8    | San Nicolas Juniors   | 4   | 14 | 1  | 2 | 11 | 24 | 49 | -25  |

|  | Champion de Curaçao 1969 et qualification pour la Kopa Antiano |
|  | Qualification pour la Kopa Antiano                             |
|  | Relégation directe en deuxième division                        |
|  | T : Tenant du titre                                            |

### Championnat de Curaçao
| Rang | Équipe                    | Pts | J  | G  | N | P  | Bp | Bc | Diff |
| ---- | ------------------------- | --- | -- | -- | - | -- | -- | -- | ---- |
| 1    | RKSV Scherpenheuvel       | 23  | 14 | 10 | 3 | 1  | 48 | 15 | +33  |
| 2    | CRKSV Jong ColombiaT      | 22  | 14 | 9  | 4 | 1  | 37 | 8  | +29  |
| 3    | Sport Unie Brion-Trappers | 22  | 14 | 9  | 4 | 1  | 35 | 20 | +15  |
| 4    | SV Veendam                | 10  | 14 | 4  | 2 | 8  | 24 | 34 | -10  |
| 5    | CRKSV Jong Holland        | 9   | 14 | 2  | 5 | 7  | 19 | 33 | -14  |
| 6    | RKVFC Sithoc              | 9   | 14 | 3  | 3 | 8  | 17 | 33 | -16  |
| 7    | SV WackerP                | 9   | 14 | 4  | 1 | 9  | 17 | 35 | -18  |
| 8    | RKSV Centro Dominguito    | 8   | 14 | 4  | 0 | 10 | 16 | 35 | -19  |

|  | Champion de Curaçao 1969 et qualification pour la Kopa Antiano |
|  | Qualification pour le match de classement                      |
|  | Relégation directe en deuxième division                        |
|  | T : Tenant du titre P : Promu de deuxième division             |

#### Match pour la deuxième place
| Équipe 1                  | Résultat | Équipe 2            | Aller | Retour |
| ------------------------- | -------- | ------------------- | ----- | ------ |
| Sport Unie Brion-Trappers | 3 - 1    | CRKSV Jong Colombia | 1 - 1 | 2 - 0  |

- Le Sport Unie Brion-Trappers est qualifié pour la Kopa Antiano.

### Kopa Antiano
| Rang | Équipe                    | Pts | J | G | N | P | Bp | Bc | Diff |  | Résultats (▼ dom., ► ext.) | SUBT | Est | Sch | Rac |
| ---- | ------------------------- | --- | - | - | - | - | -- | -- | ---- |  | -------------------------- | ---- | --- | --- | --- |
| 1    | Sport Unie Brion-Trappers | 9   | 6 | 4 | 1 | 1 | 15 | 8  | +7   |  | Sport Unie Brion-Trappers  |      | 2-0 | 1-1 | 3-1 |
| 2    | SV Estrella               | 7   | 6 | 2 | 3 | 1 | 8  | 9  | -1   |  | SV Estrella                | 3-2  |     | 2-2 | 1-1 |
| 3    | RKSV Scherpenheuvel       | 4   | 6 | 0 | 4 | 2 | 8  | 11 | -3   |  | RKSV Scherpenheuvel        | 1-3  | 2-2 |     | 0-0 |
| 4    | SV Racing Club Aruba      | 4   | 6 | 1 | 2 | 3 | 6  | 12 | -6   |  | SV Racing Club Aruba       | 1-4  | 0-2 | 3-2 |     |

|  | Qualification pour la Coupe des champions de la CONCACAF 1970 |

## Bilan de la saison
| Championnat des Antilles néerlandaises de football 1969 |                                       |
| Champion                                                | Sport Unie Brion-Trappers (1er titre) |
| Qualifications continentales                            |                                       |
| Coupe des champions de la CONCACAF 1970                 | Sport Unie Brion-Trappers             |
| Promotions et relégations                               |                                       |
| Promus en Kopa Antiano                                  | Aucun                                 |
| Relégués                                                | Aucun                                 |